# Kosmos 27
Kosmos 27 – radziecka niedoszła sonda Wenus programu Wenera; statek typu 3MW-1. Sonda nie opuściła orbity okołoziemskiej, a po jednym dniu orbitowania spłonęła wchodząc ponownie w ziemską atmosferę.
Podczas beznapędowego lotu na orbicie przejściowej nastąpiła awaria elektryczna pneumatycznych zaworów systemu kontroli położenia i stabilizacji. Człon ucieczkowy Blok L, połączony z sondą, utracił stabilizację lotu i pozostał na orbicie Ziemi. Zgodnie z nomenklaturą sowiecką, statek przyjął nazwę Kosmos z numerem porządkowym.
Z powodu usterki jaka nastąpiła w czasie przygotowań przedstartowych, jej start opóźniono z 1 na 27 marca.
Obiekt skatalogowany jest w katalogu COSPAR na dwóch pozycjach. Drugą jest lądownik sondy, oznaczany dopiskiem SA.